# Bárbara Bandeira
Bárbara Sofia de Holanda Bandeira, mais conhecida como Bárbara Bandeira (Azeitão, 23 de junho de 2001), é uma cantora portuguesa.
Iniciou a sua carreira discográfica em 2015, aos 14 anos, e desde então dedica-se à música, acumulando participações em diversos programas de televisão. Em 2022, Bárbara Bandeira lançado o single "Como Tu", em parceria com Ivandro, que permaneceu durante nove semanas no topo da tabela portuguesa de singles, entre 2022 e 2023. Ainda em 2023, volta a liderar aquela tabela, desta vez com o single "Carro", que tem a participação de Dillaz. No mesmo ano, lançou o seu primeiro álbum, Finda.
Em 2022 e 2024, Bárbara Bandeira venceu o prémio Best Portuguese Act, dos MTV Europe Music Awards. A artista também já venceu um Globo de Ouro e três Play - Prémios da Música Portuguesa.

## Biografia
Bárbara Bandeira é filha do cantor Rui Bandeira e desde muito cedo interessou-se pela música. Em pequena, queria ser veterinária. Em 2010, aos nove anos, participou no programa Uma Canção para Ti, da TVI.
Em 2012, grava com o pai o tema "Tu És Parte de Mim", tema de Chegou a Hora, álbum de Rui Bandeira.
Em 2014, participou no programa The Voice Kids, da RTP1, onde fez parte da equipa do mentor Anselmo Ralph. A partir desse período tornou-se popular através de redes sociais, como Twitter e Instagram, figurando como talento em ascensão na música de Portugal.
Estreou-se profissionalmente em novembro de 2015, com o lançamento do primeiro single, "Crazy".
Em 2017, a sua música "És Tu" fez parte da banda sonora de Espelho d'Água, novela da SIC. No mesmo ano, lançou o single "A Última Carta".
No dia 20 de maio de 2018, venceu o Prémio Revelação na gala dos Globos de Ouro, da SIC.
Em 2018, lança o EP Cartas, com o selo da gravadora Klasszik, que atingiu o número um da tabela portuguesa de álbuns. O disco inclui os temas "A Última Carta", "Friendzone", "Nem Sequer Doeu", "E Se Eu" e "Como Sou".
Em outubro de 2018, esteve nomeada para a edição de 2018 do prémio Best Portuguese Act, categoria dos MTV Europe Music Awards.
Em 2020 teve a canção "Nós os Dois" na banda sonora da telenovela Quer o Destino, da TVI. O êxito conquistou disco de platina e mais de 8 milhões de visualizações no YouTube.
No ano de 2021, Bandeira lança o single "Onde Vais", com participação de Carminho. O videoclipe da canção ocupou o primeiro lugar entre os vídeos mais assistidos de Portugal, logo após o lançamento. O êxito manteve-se em evidência mesmo um ano após o lançamento, feito que foi comemorado pela artista nas redes sociais.
Em 2022, lança o single "Como Tu", em parceria com Ivandro, que ocupa, durante nove semanas não-consecutivas, o número um da tabela portuguesa de singles, chegando ao número pela primeira vez em setembro de 2022 e ocupando esse posto pela última vez em abril do ano seguinte. Até então, nenhuma canção de um artista português tinha passado mais de oito semanas no topo dessa tabela, publicada desde janeiro de 2016. "Como Tu" acabaria por ficar na vice-liderança do top anual da tabela portuguesa de singles referente ao ano de 2023, ficando apenas atrás de "Tá OK", dos brasileiros DENNIS e Kevin o Chris. Em janeiro de 2023, o single já tinha conquistado o certificado de dupla platina. Atualmente (dezembro de 2024), "Como Tu" possui o certificado de nônupla platina. Em novembro de 2023, foi revelado que "Como Tu" havia sido o tema mais reproduzido no Spotify em Portugal no espaço de tempo entre os meses de janeiro a outubro desse mesmo ano.
Também em 2022 Bárbara Bandeira foi novamente nomeada para o prémio Best Portuguese Act do MTV Europe Music Awards, tendo, desta vez, sido a artista galardoada com o ̟prémio. Nesse mesmo ano foi mentora do programa The Voice Gerações, da RTP1. 
A balada "Carro", que conta com a participação de Dillaz e que foi lançada em outubro de 2023, foi o segundo tema de Bandeira a liderar a tabela portuguesa de singles, tendo-o feito durante quatro semanas consecutivas, no final no outono setentrional. Foi também em outubro de 2023 que Bandeira lançou o seu primeiro álbum, Finda. Finda não entrou no top 50 semanal dos álbuns mais vendidos em Portugal.
Em 2024, volta a ser nomeada para o prémio Best Portuguese Act, vencendo-o pela segunda vez.

## Vida pessoal
Bárbara já manteve relacionamentos com os cantores portugueses Kasha (membro dos D.A.M.A) e Richie Campbell. De acordo a imprensa, desde 2024 Bandeira namora com Dillaz.

## Discografia

### Álbuns
- 2023 - Finda (top português de streaming de álbuns - ano de 2024ː n.º 148)[28]

### EP
- 2018 - Cartas
- 2025 - Lusaː ato I

### Singlescomo artista convidada
- 2018 - "One Nation" (colaboração com Karetus e Yuzi)
- 2019 - "Me Leva contigo" (colaboração com Rui Orlando)
- 2021 - "Cidade" (Bárbara Tinoco com Bárbara Bandeira)
- 2021 - "Ride" (Mike11 com Bárbara Bandeira)

## Desempenho nas tabelas musicais

### Tabelas semanais
| Ano de lançamento | Título                                                                  | Posições semanais mais altas       | Certificações (AFP) | Álbum/EP          |
| Ano de lançamento | Título                                                                  | Tabela Portuguesa de Singles (POR) | Certificações (AFP) | Álbum/EP          |
| ----------------- | ----------------------------------------------------------------------- | ---------------------------------- | ------------------- | ----------------- |
| 2015              | "Crazy"                                                                 | —                                  |                     |                   |
| 2016              | "És Tu"                                                                 | —                                  |                     | Single sem álbum  |
| 2017              | "A Última Carta"                                                        | —                                  |                     | Cartas            |
| 2018              | "Friendzone"                                                            | —                                  |                     | Cartas            |
| 2018              | "Nem Sequer Doeu"                                                       | —                                  |                     | Cartas            |
| 2018              | "E Se Eu"                                                               | —                                  |                     | Cartas            |
| 2018              | "Como Eu"                                                               | —                                  |                     | Singles sem álbum |
| 2019              | "Larga-me Essas"                                                        | —                                  |                     | Singles sem álbum |
| 2019              | "Nós os Dois"                                                           | 132                                |                     | Singles sem álbum |
| 2020              | "Eu Não" (com Kasha)                                                    | —                                  |                     | Singles sem álbum |
| 2021              | "Onde Vais" (com Carminho)                                              | 16                                 |                     | Singles sem álbum |
| 2022              | "Ou Não"                                                                | —                                  |                     | Singles sem álbum |
| 2022              | "Cristaliza"                                                            | 88                                 |                     | Finda             |
| 2022              | "Como Tu" (com Ivandro)                                                 | 1                                  | 9x Platina          | Finda             |
| 2023              | "Carro" (com Dillaz)                                                    | 1                                  | 4x Platina          | Finda             |
| 2024              | "Fumaça" (com Veigh)                                                    | 16                                 |                     |                   |
|                   | "—" É uma gravação que não foi feita ou foi lançada naquele território. |                                    |                     |                   |

### Tabelas anuais
| Ano da posição | Título                                               | Posições mais altas                | Posições mais altas                |
| Ano da posição | Título                                               | Tabela Portuguesa de Singles (POR) | Tabela Portuguesa de Airplay (POR) |
| -------------- | ---------------------------------------------------- | ---------------------------------- | ---------------------------------- |
| 2019           | "A Última Carta"                                     | 1851                               | —                                  |
| 2019           | "E Se Eu"                                            | 1188                               | —                                  |
| 2019           | "Como Eu"                                            | 335                                | —                                  |
| 2020           | "Como Eu"                                            | 916                                | —                                  |
| 2020           | "Eu Não" (com Kasha)                                 | 1227                               | —                                  |
| 2020           | "Nós os Dois"                                        | 222                                | 34                                 |
| 2021           | "Nós os Dois"                                        | 341                                | —                                  |
| 2021           | "Cidade" (Bárbara Tinoco com Bárbara Bandeira)       | —                                  | 61                                 |
| 2021           | "Onde Vais" (com Carminho)                           | 272                                | 62                                 |
| 2022           | "Onde Vais" (com Carminho)                           | 52                                 | 7                                  |
| 2022           | "A Última Carta"                                     | 3588                               | —                                  |
| 2022           | "Friendzone"                                         | 6849                               | —                                  |
| 2022           | "Nem Sequer Doeu"                                    | 9368                               | —                                  |
| 2022           | "E Se Eu"                                            | 2559                               | —                                  |
| 2022           | "Como Eu"                                            | 472                                | —                                  |
| 2022           | "Nós os Dois"                                        | 521                                | —                                  |
| 2022           | "Eu Não" (com Kasha)                                 | 6522                               | —                                  |
| 2022           | "À Solta" (D.A.M.A com Ivo Lucas e Bárbara Bandeira) | 3018                               | —                                  |
| 2022           | "Cidade" (Bárbara Tinoco com Bárbara Bandeira)       | —                                  | 88                                 |
| 2022           | "Ride" (Mike11 com Bárbara Bandeira)                 | 67                                 | —                                  |
| 2022           | "Ou Não"                                             | 1966                               | —                                  |
| 2022           | "Como Tu" (com Ivandro)                              | 33                                 | —                                  |
| 2023           | "Como Tu" (com Ivandro)                              | 2                                  | 16                                 |
| 2023           | "Onde Vais" (com Carminho)                           | 182                                | 70                                 |
| 2023           | "Cidade" (Bárbara Tinoco com Bárbara Bandeira)       | 112                                | —                                  |
| 2023           | "Carro (Bárbara Bandeira com Dillaz)                 | 98                                 | —                                  |
| 2024           | "Carro (Bárbara Bandeira com Dillaz)                 | 11                                 |                                    |
| 2024           | "Como Tu" (com Ivandro)                              | 67                                 |                                    |

## Prémios
Globos de Ouro
| Ano  | Categoria        | Trabalho                   | Resultado |
| ---- | ---------------- | -------------------------- | --------- |
| 2018 | Revelação do Ano |                            | Venceu    |
| 2022 | Melhor Música    | "Onde Vais" (com Carminho) | Indicado  |

MTV Europe Music Awards
| Ano  | Categoria                | Resultado |
| ---- | ------------------------ | --------- |
| 2018 | Melhor Artista Português | Indicado  |
| 2020 | Melhor Artista Português | Indicado  |
| 2022 | Melhor Artista Português | Venceu    |
| 2024 | Melhor Artista Português | Venceu    |

Play - Prémios da Música Portuguesa
| Ano  | Categoria               | Trabalho                   | Resultado |
| ---- | ----------------------- | -------------------------- | --------- |
| 2021 | Vodafone Canção do Ano  | "Onde Vais" (com Carminho) | Venceu    |
| 2024 | Vodafone Canção do Ano  | "Como Tu" (com Ivandro)    | Indicado  |
| 2024 | Melhor Artista Feminina |                            | Venceu    |
| 2025 | Melhor Artista Feminina |                            | Venceu    |
| 2025 | Vodafone Canção do Ano  | "Carro (com Dillaz)        | Indicado  |